# 益田兼弘
益田 兼弘（ました かねひろ、1942年〈昭和17年〉7月27日 - ）は、日本の元陸上自衛官。東部方面総監。防衛大学校本科第9期卒業。

## 人物
熊本県出身。実父益田兼利（陸軍大学校54期首席）は、東部方面総監在任時に1970年（昭和45年）11月25日に起きた三島事件の当事者となった。
親子2代で同一の師団長、方面総監を歴任した。なお石見国（島根県西部）の有力豪族であった益田氏の歴代当主に同姓同名の人物がおり、実父ともに通字の「兼」が充てられているが直接の関連性はない。

## 略歴
- 1965年（昭和40年）：陸上自衛隊に入隊
- 1976年（昭和51年）1月：3等陸佐
- 1980年（昭和55年）1月：2等陸佐、第4特科連隊第3大隊長など
- 1984年（昭和59年）1月：1等陸佐
- 1985年（昭和60年）8月8日：陸上自衛隊幹部学校研究員
- 1986年（昭和61年）8月1日：陸上幕僚監部防衛部防衛課業務計画班長
- 1988年（昭和63年）3月16日：第1特科連隊長兼駒門駐屯地司令
- 1989年（平成元年）6月29日：陸上幕僚監部人事部人事計画課長
- 1990年（平成02年）7月9日：陸将補に昇任
- 1991年（平成03年）7月1日：東部方面総監部幕僚副長
- 1993年（平成05年）7月1日：陸上幕僚監部装備部長
- 1995年（平成07年）6月30日：陸将に昇任、第23代 第2師団長に就任
- 1997年（平成09年）7月1日：第29代 東部方面総監に就任
- 1999年（平成11年）12月10日：陸上自衛隊を退官、綜合警備保障株式会社顧問に就任[2]
- 2000年（平成12年）6月：綜合警備保障株式会社取締役[2]
- 2001年（平成13年）6月：綜合警備保障株式会社常務取締役[2]
- 2002年（平成14年）6月：綜合警備保障株式会社代表取締役　上席常務執行役員[2]
- 2006年（平成18年）6月：綜警常駐警備（現・ALSOK常駐警備）株式会社代表取締役社長[3]
- 2007年（平成19年）4月：綜合警備保障株式会社取締役（非常勤）[3]（2008年（平成20年）6月退任）
- 2013年（平成25年）11月：秋の叙勲にて瑞宝中綬章を受章[4]

## 栄典
- 瑞宝中綬章 - 2013年（平成25年）11月3日